# 기보배
기보배(奇甫倍, 1988년 2월 20일~)는 대한민국의 전 양궁 선수이자, 현재는 광주여자대학교의 교수다. 2012년 하계 올림픽에서 여자 개인전과 단체전 금메달, 2016년 하계 올림픽에서 개인전 동메달과 단체전 금메달을 획득하여 올림픽에서 금메달 3개와 동메달 1개를 획득했다.

## 생애
전라북도 고창군 고창읍에서 태어나 경기도 안양시에서 성장했다. 안양서초등학교 4학년 때 양궁을 시작했으며 운동 선수를 되는 것보다 취미로 양궁을 수련했다. 안양서중학교 1학년 때 담임 교사의 권유로 양궁 선수로 활동하기 시작했으며 3학년 때에는 소년체전 3관왕에 오르기도 했다. 성문고등학교 재학 시절인 2004년에 주니어 국가대표로 발탁되었으며 7월에 영국 릴셜에서 열린 2004년 세계 주니어 선수권 대회에서 단체전 금메달을 획득했다. 2007년 성문고를 졸업하고 광주여자대학교에 진학했으며 2008년 7월에는 중화민국 타이난에서 열린 세계 대학 선수권 대회에서 개인전과 단체전 우승을 차지했다.
2010년 광주광역시청 양궁단에 입단했으며, 같은 해에 처음으로 국가대표 1진에 합류했다. 8월에 열린 양궁 월드컵을 통해 1진 국제 무대에 데뷔했으며 2010년 아시안 게임 여자 단체전과 2012년 하계 올림픽 양궁 여자 단체전, 개인전에서 금메달을 획득하여 올림픽 2관왕을 달성하였다. 개인전에서의 금메달은 2004년 하계 올림픽 이래 8년 만이다.
2014년 아시안 게임에는 대표 선발전에서 탈락해 참가하지 못했다. 이 때 잠시 마이크를 잡고 KBS에서 양궁 객원 해설을 맡았다.
2016년 하계 올림픽에서는 2연속으로 단체전 금메달을 차지했으나, 개인전에서는 준결승에서 장혜진에게 패해 3,4위전으로 밀린 후 동메달을 차지했다.
2017년 11월 18일 서울의 신문사 마케팅 부서 직원인 성민수와 결혼식을 올렸으며, 2018년 12월 31일 딸인 성제인을 출산했다.
2022년에는 조선대학교 대학원에서 체육학 박사 학위를 취득했다.
2024년 2월 14일에 현역 은퇴를 선언했다. 동년 3월에 모교인 광주여자대학교의 교수로 정식 임용됐다.
2020년 하계 올림픽과 2024년 하계 올림픽에서 KBS의 해설위원을 담당하였다.

## 학력
- 안양서초등학교 졸업
- 안양서중학교 졸업
- 성문고등학교 졸업
- 광주여자대학교 초등특수교육학 학사
- 광주여자대학교 교육대학원 특수교육학 석사
- 조선대학교 체육학 박사

## 같이 보기
- 올림픽 양궁 메달리스트 목록